# Egenacceleration
I relativitetsteorien er egenacceleration
den fysiske acceleration (f.eks., målbare acceleration som vist af et accelerometer) udøvet på et objekt. Det er netop accelerationen relativ til et frit fald eller inertiel, observatøren, som et øjeblik er i hvile relativ til objektet, som måles.